# Авраменко Микола Григорович
Микола Григорович Авраменко (нар. 18 жовтня 1951, с. Липа Горохівського р-ну Волинської обл.) — український тренер з важкої атлетики, заслужений тренер України, заслужений працівник фізичної культури і спорту України, суддя міжнародної категорії, майстер спорту СРСР, тренер національної збірної України з важкої атлетики.
З 1978 р. головний тренер збірної області з важкої атлетики.

## Біографія
Народився у селі Липа Горохівського району Волинської області. До восьмого класу навчався у рідній школі, а десятирічку із срібною медаллю закінчив у Берестечківській школі. Закінчив Львівський автодорожній технікум. У 1973 р. закінчив факультет фізичного виховання тодішнього Луцького педагогічного інституту (тепер — Волинський національний університет імені Лесі Українки).
Під час навчання в технікумі займався в секції важкої атлетики товариства «Спартак» під керівництвом заслуженого тренера України Костянтина Калініна. Уже через рік став чемпіоном м. Львова у ваговій категорії до 75 кг.
Серед вихованців Миколи Авраменка 36 майстрів спорту України, 6 майстрів спорту міжнародного класу. Він підготував трьох учасників Олімпійських ігор: Андрія Демчука, Миколу Гордійчука і Надію Миронюк. Гордістю тренера є також Юрій Лавренюк.

## Нагороди
- Заслужений тренер України;
- Заслужений працівник фізичної культури і спорту України.